# Europsko prvenstvo u rukometu – Austrija, Norveška i Švedska 2020. – sastavi momčadi
Sastavi momčadi na Europskom prvenstvu u rukometu – Austrija, Norveška i Švedska 2020. godine.
U članku su sastavi momčadi. Svaka je momčad imala do 28 igrača, od kojih su za svaki susret mogli izdvojiti po 16 igrača.
Dob, klub, br. nastupa i postignutih pogodaka po stanju od 9. siječnja 2020. godine.

## Skupina A

### Bjelorusija
26. prosinca 2019. godine bjeloruski izbornik najavio je 17 izabranih igrača. 2. siječnja 2020. Uladzislau Kuleš, Aljaksandr Padšyvalau i Mikalaj Aljohin pridodani su sastavu. Konačni sastav objavljen je 6. siječnja 2020. godine.
Glavni trener: Jurij Šaucou
| Br. | Poz. | Ime                   | Nadnevak rođenja (g.)   | Visina (cm) | Nastupa | Pogodaka | Klub              |
| --- | ---- | --------------------- | ----------------------- | ----------- | ------- | -------- | ----------------- |
| 1   | V    | Ivan Mackevič         | 8. svibnja 1991. (28)   | 186         | 80      | 5        | Meškov, Brest     |
| 2   | LK   | Ivan Brouka           | 20. travnja 1980. (39)  | 185         | 197     | 598      | SKA, Minsk        |
| 3   | LV   | Uladzislau Kuleš      | 28. svibnja 1996. (23)  | 206         | 59      | 166      | PGE Vive, Kielce  |
| 8   | DV   | Siarhej Šilovič       | 16. svibnja 1986. (33)  | 196         | 150     | 474      | Meškov, Brest     |
| 10  | SV   | Barys Puhouski        | 3. siječnja 1987. (33)  | 188         | 196     | 838      | Motor, Zaporižžja |
| 16  | V    | Vjačaslau Saldacenka  | 23. kolovoza 1994. (25) | 189         | 66      | 1        | CSM, Bacău        |
| 17  | SV   | Dzmitry Nikulenkau    | 12. srpnja 1984. (35)   | 192         | 116     | 198      | SKA, Minsk        |
| 22  | K    | Vjačaslau Šumak       | 22. prosinca 1988. (31) | 202         | 84      | 43       | Meškov, Brest     |
| 23  | LK   | Andrej Jurynok        | 21. rujna 1996. (23)    | 196         | 73      | 191      | Meškov, Brest     |
| 24  | DK   | Maksim Baranau        | 11. travnja 1988. (31)  | 190         | 142     | 350      | Meškov, Brest     |
| 26  | K    | Jurij Lukjančuk       | 5. siječnja 1990. (30)  | 195         | 13      | 21       | Riihimäki Cocks   |
| 40  | V    | Aljaksej Kišou        | 23. rujna 1986. (33)    | 194         | 46      | 0        | SKA, Minsk        |
| 47  | SV   | Aljaksandr Padšyvalau | 8. ožujka 1996. (23)    | 190         | 48      | 76       | GWD Minden        |
| 50  | K    | Arcjom Karaljok       | 20. veljače 1996. (23)  | 196         | 66      | 230      | PGE Vive, Kielce  |
| 55  | DK   | Mikita Vailupau       | 30. srpnja 1995. (24)   | 186         | 27      | 75       | Meškov, Brest     |
| 74  | K    | Vjačaslau Bohan       | 7. travnja 1996. (23)   | 206         | 35      | 27       | SKA, Minsk        |
| 95  | LV   | Vadim Gajdučenko      | 24. travnja 1995. (24)  | 193         | 51      | 116      | SR VHB            |